# Lucijan Antiohijski
Sveti Lucijan Antiohijski, sirski duhovnik, teolog, mučenik in svetnik, * 2. stoletje, Samosata, Sirija, † 7. januar 312, Nikomedija.
Sveti Lucijan Antiohijski goduje 7. januarja.